# Poecile sclateri
Poecile sclateri е вид малка пойна птица от семейство Синигерови (Paridae).

## Разпространение
Видът е разпространен в гористите планини в западните, централните и североизточните части на Мексико.

## Описание
Възрастните индивиди са с дължина 12,5 – 13,5 см, имат размах на крилете 18 – 21 см и тегло 7,5 – 11 грама. И двата пола имат черно теме, бели бузи и къс черен клюн. Гърбът и хълбоците им са сиви с по-бледо сивкаво оцветяване на коремната област.

## Размножаване
Гнездото се изгражда от женската обикновено в дървесна кухина до 18 метра над земята и се състои от трева, мъх, парчета кора и животинска козина. Тя снася между 5 и 8 бели яйца, прошарени от фини червеникавокафяви петна. Предполага се, че периодът на инкубация е 11 – 14 дни, а след излюпване малките се оперушинват за 18 – 21 дни.